# Indianapolis 500 in 1912
De 2e Indianapolis 500 werd gereden op donderdag 30 mei 1912 op de Indianapolis Motor Speedway.  Amerikaans coureur Joe Dawson won de race.

## Startgrid

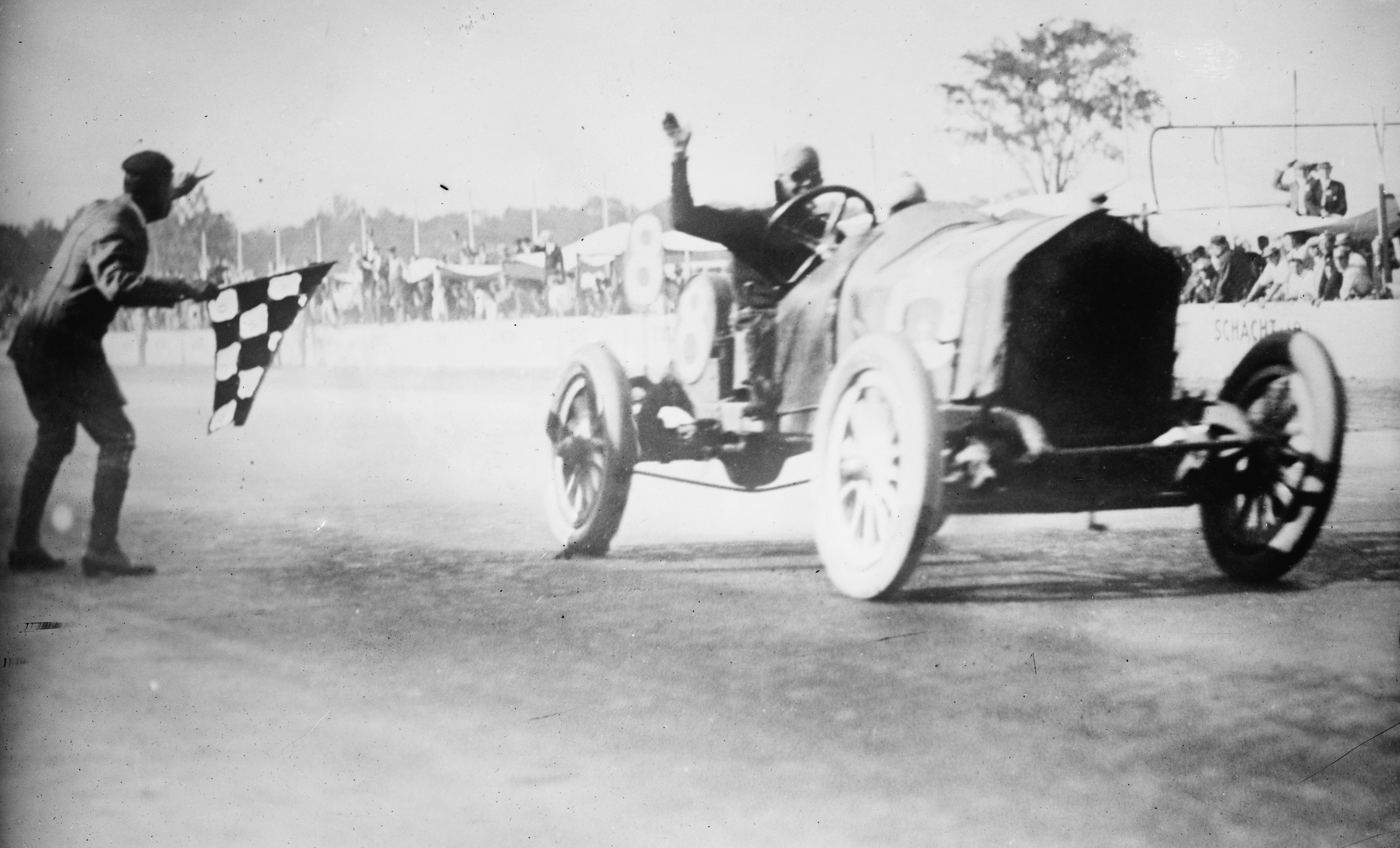
Joe Dawson wint de race.

De startvolgorde werd bepaald aan de hand van de chronologische lijst van de inschrijvingen. Voorwaarde voor deelname was dat elke coureur ten minste één ronde kon afleggen met een snelheid van 120,7 km/h of meer. De wagen van Eddie Rickenbacker werd gekwalificeerd door Lee Frayer.
| Rij | Binnen          | Mid-links     | Midden               | Mid-rechts    | Buiten        |
| --- | --------------- | ------------- | -------------------- | ------------- | ------------- |
| 1   | Gil Anderson    | Len Zengel    | Teddy Tetzlaff       | Ralph DePalma | Eddie Hearne  |
| 2   | Spencer Wishart | Joe Dawson    | Howdy Wilcox         | Harry Knight  | Bert Dingley  |
| 3   | Johnny Jenkins  | Bob Burman    | Eddie Rickenbacker   | Billy Liesaw  | Bill Endicott |
| 4   | Ralph Mulford   | Hughie Hughes | Joe Horan            | Mel Marquette | Len Ormsby    |
| 5   | Joe Matson      | Charlie Merz  | David L. Bruce-Brown | Louis Disbrow |               |

## Race
Joe Dawson werd van ronde 108 tot 144 afgelost door Don Herr.
| #                                  | Coureur              | Auto               | Ronden | Opgave     |
| ---------------------------------- | -------------------- | ------------------ | ------ | ---------- |
| 1                                  | Joe Dawson           | National           | 200    | 6:21:06    |
| 2                                  | Teddy Tetzlaff       | Fiat               | 200    | 6:31:29    |
| 3                                  | Hughie Hughes        | Mercer             | 200    | 6:33:09    |
| 4                                  | Charlie Merz         | Stutz-Wisconsin    | 200    | 6:34:40    |
| 5                                  | Bill Endicott        | Schacht-Wisconsin  | 200    | 6:46:28    |
| 6                                  | Len Zengel           | Stutz-Wisconsin    | 200    | 6:50:28    |
| 7                                  | Johnny Jenkins       | White              | 200    | 6:52:38    |
| 8                                  | Joe Horan            | Lozier             | 200    | 6:59:38    |
| 9                                  | Howdy Wilcox         | National           | 200    | 7:11:30    |
| 10                                 | Ralph Mulford        | Knox               | 200    | 8:53:00    |
| 11                                 | Ralph DePalma        | Mercedes           | 198    | Mechanisch |
| 12                                 | Bob Burman           | Cutting            | 157    | Ongeval    |
| 13                                 | Bert Dingley         | Simplex            | 116    | Mechanisch |
| 14                                 | Joe Matson           | Lozier             | 110    | Mechanisch |
| 15                                 | Spencer Wishart      | Mercedes           | 82     | Mechanisch |
| 16                                 | Gil Anderson         | Stutz-Wisconsin    | 80     | Ongeval    |
| 17                                 | Billy Liesaw         | Marquette-Buick    | 72     | Brand      |
| 18                                 | Louis Disbrow        | Case               | 67     | Mechanisch |
| 19                                 | Mel Marquette        | McFarlan           | 63     | Mechanisch |
| 20                                 | Eddie Hearne         | Case               | 55     | Mechanisch |
| 21                                 | Eddie Rickenbacker   | Firestone-Columbus | 43     | Mechanisch |
| 22                                 | David L. Bruce-Brown | National           | 25     | Mechanisch |
| 23                                 | Harry Knight         | Lexington          | 6      | Mechanisch |
| 24                                 | Len Ormsby           | Opel               | 5      | Mechanisch |
| Gemiddelde snelheid : 126,686 km/h |                      |                    |        |            |